# Kärenjärvi (sjö i Kajanaland)
Kärenjärvi är en del av sjön Lammasjärvi i Finland.   Den ligger i landskapet Kajanaland, i den centrala delen av landet, 500 km nordost om huvudstaden Helsingfors. Kärenjärvi ligger 171 meter över havet.